# Almstedt
Almstedt es un municipio situado en el distrito de Hildesheim, en el estado federado de Baja Sajonia (Alemania). Su población a finales de 2016 era de unos habitantes y su densidad poblacional,  hab/km².
Se encuentra ubicado a poca distancia al sur de la ciudad de Hannover —la capital del estado— y al oeste de Salzgitter.